# المجلس الأعلى للبترول (أبو ظبي)
المجلس الأعلى للبترول هي أعلى سلطة نفطية في إمارة أبوظبي، تأسس بموجب القانون رقم (1) لسنة 1988 والذي نص صراحة على أن يكون هو الجهاز الأعلى المسؤول عن شؤون البترول في إمارة أبوظبي، ويتولى وضع سياسة الإمارة البترولية وأغراضها والقواعد والأسس اللازمة وإصدار قراراته ومتابعة تنفيذها وصولاً إلى تحقيق الأهداف والنتائج المرجوة في جميع أفرع الصناعة البترولية.
علماً أن الإمارات تنافس على مكانة سابع أكبر منتج للنفط في العالم بإنتاج يصل إلى 4 ملايين طن عام 2020 وأكبر عاشر منتج للغاز 
وبصدور هذا القانون آلت للمجلس الأعلى للبترول كافة اختصاصات ومهام وصلاحيات مجلس إدارة شركة بترول أبوظبي الوطنية (أدنوك) ودائرة البترول وخاصة تطبيق القوانين والتشريعات البترولية السابقة، خاصة القانون رقم (8) لسنة 1978 بشأن المحافظة على الثروة البترولية والذي نص صراحة على وجوب أن تنضوي وأن تتم كافة أفرع العمليات البترولية والعلاقة مع الشركات العاملة أو الأجنبية الحاصلة على امتيازات بترولية في الإمارة طبقاً لأحكام هذا القانون.
وغني عن البيان أن القانون رقم (1) 1988 قانون خاص خُّول بموجبه المجلس الأعلى للبترول كافة السلطات والصلاحيات وكذلك إصدار ومتابعة تنفيذ القرارات في كل ما يتعلق بشؤون البترول في الإمارة.
وفي عام 2020 أصدر الشيخ خليفة بن زايد آل نهيان رئيس الدولة بصفته حاكماً لإمارة أبوظبي، قانوناً بشأن إنشاء المجلس الأعلى للشؤون المالية والاقتصادية، والذي يختص بجميع الأمور المتعلقة بالشؤون المالية والاستثمارية والاقتصادية وشؤون البترول والموارد الطبيعية في إمارة أبوظبي. وستُدمج الصلاحيات التنظيمية للمجلس الأعلى للبترول مع صلاحيات المجلس الأعلى للشؤون المالية والاقتصادية

## أعضاء المجلس
يتألف المجلس الأعلى للبترول من ستة عشر عضو كما يلي:
| رئيس المجلس                                                     | نائب الرئيس | عضو | عضو                                                                   | عضو | عضو                                                                    | عضو | عضو                                                                   |
|                                                                 | | |                                                                       | |                                                                        | |                                                                       |
| الشيخ خليفة بن زايد آل نهيان رئيس دولة الإمارات العربية المتحدة | الشيخ محمد بن زايد آل نهيان ولي عهد أبو ظبي ونائب القائد الأعلى للقوات المسلحة ورئيس المجلس التنفيذي لإمارة أبو ظبي | الشيخ هزاع بن زايد آل نهيان نائب رئيس المجلس التنفيذي لإمارة أبوظبي                                                                          | الشيخ منصور بن زايد آل نهيان نائب رئيس مجلس الوزراء وزير شؤون الرئاسة | الشيخ حامد بن زايد آل نهيان عضو المجلس التنفيذي لإمارة أبوظبي                                                                 | الشيخ محمد بن خليفة بن زايد آل نهيان عضو المجلس التنفيذي لإمارة أبوظبي | الشيخ ذياب بن محمد بن زايد آل نهيان رئيس ديوان ولي عهد أبوظبي                                                                  | عبدالله ناصر السويدي رئيس مجلس إدارة الهيئة الاتحادية للرقابة النووية |
| عضو                                                             | عضو - الأمين العام                                                                                                  | عضو | عضو                                                                   | عضو | عضو                                                                    | عضو | عضو                                                                   |
|                                                                 | | |                                                                       | |                                                                        | |                                                                       |
| سهيل بن محمد فرج فارس المزروعي - وزير الطاقة والبنية التحتية    | حمد مبارك الشامسي                                                                                                   | سلطان أحمد الجابر - وزير الصناعة والتكنولوجيا المتقدمة وعضو مجلس الوزراء والرئيس التنفيذي لشركة بترول أبوظبي الوطنية ومجموعة شركاتها (أدنوك) | أحمد مبارك المزروعي                                                   | خلدون خليفة المبارك عضو المجلس التنفيذي لإمارة أبوظبي وجهاز الشؤون التنفيذية في الإمارة، الرئيس التنفيذي لشركة مبادلة للتنمية | رياض عبد الرحمن المبارك                                                | عويضة مرشد المرر - رئيس دائرة الطاقة في أبوظبي وعضو المجلس التنفيذي لإمارة أبوظبي عضو مجلس إدارة مؤسسة الإمارات للطاقة النووية | سهيل فارس المزروعي                                                    |

## تشكيل المجلس
تشكل المجلس بناء على المرسوم الأميري من الشيخ خليفة بن زايد آل نهيان: